# Pieter Louw
Pour les articles homonymes, voir Louw.
Pas d'image ? Cliquez ici

a Compétitions nationales et continentales officielles uniquement.

Pieter Johannes Mostert Louw, ou  Pieter Louw, né le 24 janvier 1985 à Wynberg (Afrique du Sud), est un joueur sud-africain de rugby à XV qui évolue au poste de troisième ligne centre (1,90 m pour 98 kg).

## Biographie
Louw commence sa carrière sous le maillot des équipes de jeunes du Boland avant d’être recruté par la Western Province à l’âge de 17 ans. Il devient ensuite international des moins de 19 ans et dispute le championnat du monde FIRA 2003-2004. Suivant la filière de la Western Province, il joue pour les juniors du clubs avant d’intégrer l’équipe senior pour disputer la Currie Cup dès 2006. Cette même année il participe au championnat du monde des moins de 21 ans organisé en Auvergne et perd la finale face à la France (remplaçant, il entre à la 50e minute). En 2007, il intègre le squad des Stormers pour le Super 12/14 en 2007 mais ne dispute aucune rencontre. Il signe pour le Biarritz olympique en 2008, mais finit par rester en Afrique du Sud sans être jamais allé à Biarritz.